# NGC 7037
NGC 7037 is een open sterrenhoop in het sterrenbeeld Zwaan. Het hemelobject werd op 5 augustus 1829 ontdekt door de Britse astronoom John Herschel.